# 1980 (映画)
『1980』（イチキューハチマル）は、2003年12月6日に公開された日本映画。監督はケラリーノ・サンドロヴィッチ。

## 概要
ケラリーノ・サンドロヴィッチが、初の映画監督を務めた映画。
1980年を舞台に、三姉妹（ともさかりえ、犬山イヌコ、蒼井優）の恋愛模様や生活を描いたコメディー。
忌野清志郎がカメオ出演している。音楽番組で共演した及川光博が収録終了後に撮影現場へ向かう際に、『俺も行こうかな。』とついてきたのがキッカケ。現場にて及川が監督へ直訴し出演が決定した。

## あらすじ
1980年12月9日。東京の星隆高校にアイドルの一之江キリナ、本名・羽柴レイコが現われる。彼女は、これまで1年間失踪し、芸能生活に見切りをつけ、この母校で英語の教師に就くため教育実習にやって来たのだった。この突然の事態に、レイコを知る姉で同校教師の歌川カナエとレイコの妹で同校2年のリカは、不安を覚える。そんな三姉妹はそれぞれに問題を抱えていた。リカはボーイフレンドに頼まれて出演した映研の映画で最終日にヌード・シーンが待っていた。カナエは夫のノーパン喫茶通いに怒り、そしてレイコは元マネージャー瀬戸と揉め事を起こしていた。

## キャスト
- 羽柴レイコ / 一之江キリナ（次女） - ともさかりえ
- 歌川カナ（長女） - 犬山イヌコ
- 羽柴リカ（三女） - 蒼井優
- 東馬健 - 及川光博
- 羽柴誠十郎 / 高校校長（父） - 串田和美
- 松浦 - 勝地涼
- 室井 - 吉永雄紀
- 衣笠 - 大山鎬則
- 歌川久男 - みのすけ
- 山崎 - 山崎一
- マネージャー瀬戸 - 田口トモロヲ
- 皆戸 - 橋本真実
- 和久井 - 田口育美
- 物集 - 豊永利行
- 金子 - 渡辺卓
- 寺田 - 植田健
- 草野 - 長谷川有希子
- 廻 - 小林高鹿
- 北村 - 柚木幹斗
- ヤヨイ - 峯村リエ
- 上原 - 三宅弘城
- 律子 - 松永玲子
- タクシー運転手 - 大倉孝二
- 日爪 - 林裕子
- 光子 - 武重裕子
- 早苗 - 植木夏十
- 赤田 - 阿部薫
- 女子高生 - 彦坂百恵、笠井めぐみ
- 生徒 - 高木殊里、内田龍、木村悟
- 森山 - ぼくもとさきこ
- 桜沢由紀子 - 新谷真弓
- 看護婦 - 秋山菜津子（友情出演）
- 数学教師・葉場 - 綾田俊樹（友情出演）
- マスター - 伊武雅刀（友情出演）
- サラリーマン風の男 - 忌野清志郎（友情出演）
- 室井（母） - 江波杏子（友情出演）
- ツッパリ - 掟ポルシェ、坂田聡、マギー、ロマン優光（友情出演）
- レコーディング・プロデューサー - 小須田康人
- アマチュアのテクノバンド - スカイフィッシャー
- カメラ屋のおやじ - 鈴木慶一（友情出演）
- 電車の男 - 手塚とおる（友情出演）
- 若い警備員 - 長塚圭史（友情出演）
- 同室入院患者 - 温水洋一（友情出演）
- ライブハウスのお客さん - ピエール瀧（友情出演）
- 映画館のプログラムの売り子 - 広岡由里子（友情出演）
- ルミコ - 森若香織
- B&B - B&B（友情出演、本人役）
- 田端 - 市川しんぺー
- ギタリスト - 小村裕次郎
- レコーディングメンバー - ノゾエ征爾、長田奈麻、政岡泰志
- 警官 - 佐藤誓、おのまさし
- 書店店員 - 池谷のぶえ
- 司会者 - 廣川三憲
- レコーディングエンジニア - 野間口徹
- ウェイトレス - 安澤千草
- 隣の電話の人 - 村岡希美
- アシスタント - 澤田由紀子
- 杉山 - 杉山薫
- カメラ屋の女房 - 村瀬香奈
- 金子の姉 - あべこ
- 瀬戸の彼女アイドル風 - 山崎裕子
- カナエの母 - 林信
- リカの母 - 芳賀薫
- レイコの母 - 原島美樹子
- 教師 - 河田義市、町敬博、田鍋謙一郎、菊池柳信、佐藤竜之慎、廻飛雄、閔東旭、鈴木大和、久保和明、井田延、窪田かね子、しのへけい子、清水宏、熊沢誠司、松木大輔、岸野雄一、MAYUTAN、本多彩子、小倉真美、並川倖大、籠島麻衣子、山口舞、Takashi Hirai、桜芳奈、斉藤ルミコ、林田河童、丸山おさむ、CHAPPY

## スタッフ
- 監督・脚本 - ケラリーノ・サンドロヴィッチ
- シナリオ協力 - 鶴賀谷公彦
- 劇中挿画 - 蛭子能収
- 音楽 - 岸野雄一
- プロデューサー - 林哲次
- プロデューサー・製作担当 - 榎本憲男
- ライン・プロデューサー - 椋樹弘尚
- アソシエイト・プロデューサー - 山内拓哉
- 撮影 - 鈴木一博
- 撮影効果 - 鈴木陽祐
- 照明 - 守利賢一
- 美術 - 金田克美
- 装飾 - 龍田哲児
- 衣裳・スタイリスト - 宮本まさ江
- 録音 - 横野一氏工
- 整音 - 杉山篤
- 音響効果 - 伊藤進一
- 録音応援 - 柿澤潔、小松将人
- 編集 - 阿部亙英
- スクリプター・記録 - 津崎昭子
- スチール - 中原一彦、藤村陽子
- SFX・VFXスーパーバイザー - nob
- 造型 - 石橋昌人
- VE - 平金総一郎
- 殺陣 - 齋藤英雄
- 助監督 - 足立公良
- 製作管理 - 横手実
- 配給協力 - 東北新社
- 配給 - 東京テアトル
- 製作協力 - 日活撮影所
- 製作 - 東北新社、東京テアトル、キングレコード、博報堂、TOKYO FM